# Sinsenlinjen
Sinsenlinjen er en del af Oslos sporveje, der går fra Jernbanetorget gennem kvarteret Sinsen til Grefsen Station. Den betjenes af linje 17, der kører mellem Rikshospitalet og Grefsen Station.
Det første stykke fra Jernbanetorget til Nybrua er fælles med Grünerløkka–Torshov-linjen. Herefter går Sinsenlinjen ad Trondheimsveien forbi Carl Berners plass til Sinsenkrysset, krydser under Ring 3 og følger Storoveiens nordside til Grefsen Station, hvor den møder Grünerløkka–Torshov-linjen igen.
Ved Carl Berners plass og Sinsenkrysset kan der skiftes til T-bane og ved Grefsen Station til Gjøvikbanen.

## Historie
Sinsenlinjen blev anlagt i etaper. Den første delstrækning blev åbnet 27. marts 1900 som Rodeløkkalinjen mellem Nybrua og Dælenenggata i Rodeløkka. Den blev drevet af Kristiania Kommunale Sporveie (Rødtrikken) med en linje, der gik mellem Egertorget og Rodeløkka. Linjeføringen var Trondheimsveien–Helgesens gate–Rathkes gate–Verksgata (gennem den nuværende Freiaparken)–Københavngata-Dælenenggata. 
Sinsenlinjen selv blev åbnet 1. februar 1923 som en sidelinje til Rodeløkkalinjen, med endestation lidt nord for Carl Berners plass. 19. februar 1939 blev den forlænget til Sinsen af Oslo Sporveier. 6. februar 1949 blev Rodeløkkalinjen fra Helgesens gate nedlagt og erstattet med bus. 2. januar 1955 blev der åbnet en ny sidelinje til Rodeløkka, denne gang fra Carl Berners plass til Dælenenggata og videre i en sløjfe gennem Dælenengata–Fagerheimgata–Marstrandgata–Københavngata–Dælenengata. 3. november 1957 blev sporvejen forlænget fra Sinsen til Grefsen, hvor den blev forbundet med Grünerløkka-Torshov-linjen. 23. april 1961 blev sidelinjen til Rodeløkka nedlagt igen.
Det er blevet foreslået at bygge en afgrening fra Sinsen terrasse ad Trondheimsveien forbi Aker sykehus, i en nedgravet tunnel videre til Bjerke, og via Årvoll til Tonsenhagen.